# Museo del Palacio de Gobierno
El Museo del Palacio se localiza en la ciudad de Monterrey, Nuevo León, México, y forma parte del complejo de 3 Museos junto con el Museo de Historia Mexicana y el Museo del Noreste (MUNE). También forma parte del complejo del Paseo Santa Lucía.
El museo fue inaugurado el 30 de agosto de 2006 por el gobernador del estado de Nuevo León, el Lic. José Natividad González Parás. El museo está enfocado a mostrar a la comunidad neoleonesa el pasado histórico y político de Nuevo León en tres marcos principales: sus leyes, su gobierno y su sociedad.
Este espacio nace por la importancia de mostrar el pasado histórico del estado, así como su trascendencia más allá de una simple narración de hecho. El Museo del Palacio ofrece una experiencia que acerca al visitante a estos sucesos y los que han sido de gran importancia para Nuevo León.
Sufrió daños en algunos de sus vitrales históricos luego de las protestas ocurridas el 5 de enero de 2017 por el aumento a las gasolinas e impuestos en el país.

## Generalidades del Museo
La colección del museo está dividida en las siguientes áreas:
- Sala 1 "Nuevo León, del Reino al Estado". Donde se puede visualizar la transformación política y social del territorio que comprende desde la fundación del Nuevo Reino de León hasta el actual estado de Nuevo León.
- Sala 2 "De lo prohibido a lo permitido". Donde se aprecia la importancia de las leyes para el desarrollo social y material del Estado.
- Sala 3 "De súbditos a ciudadanos". Muestra cómo las actividades económicas de los habitantes y la industria han sido el detonador del progreso y bienestar de la población.

Sección: Museo del palacio
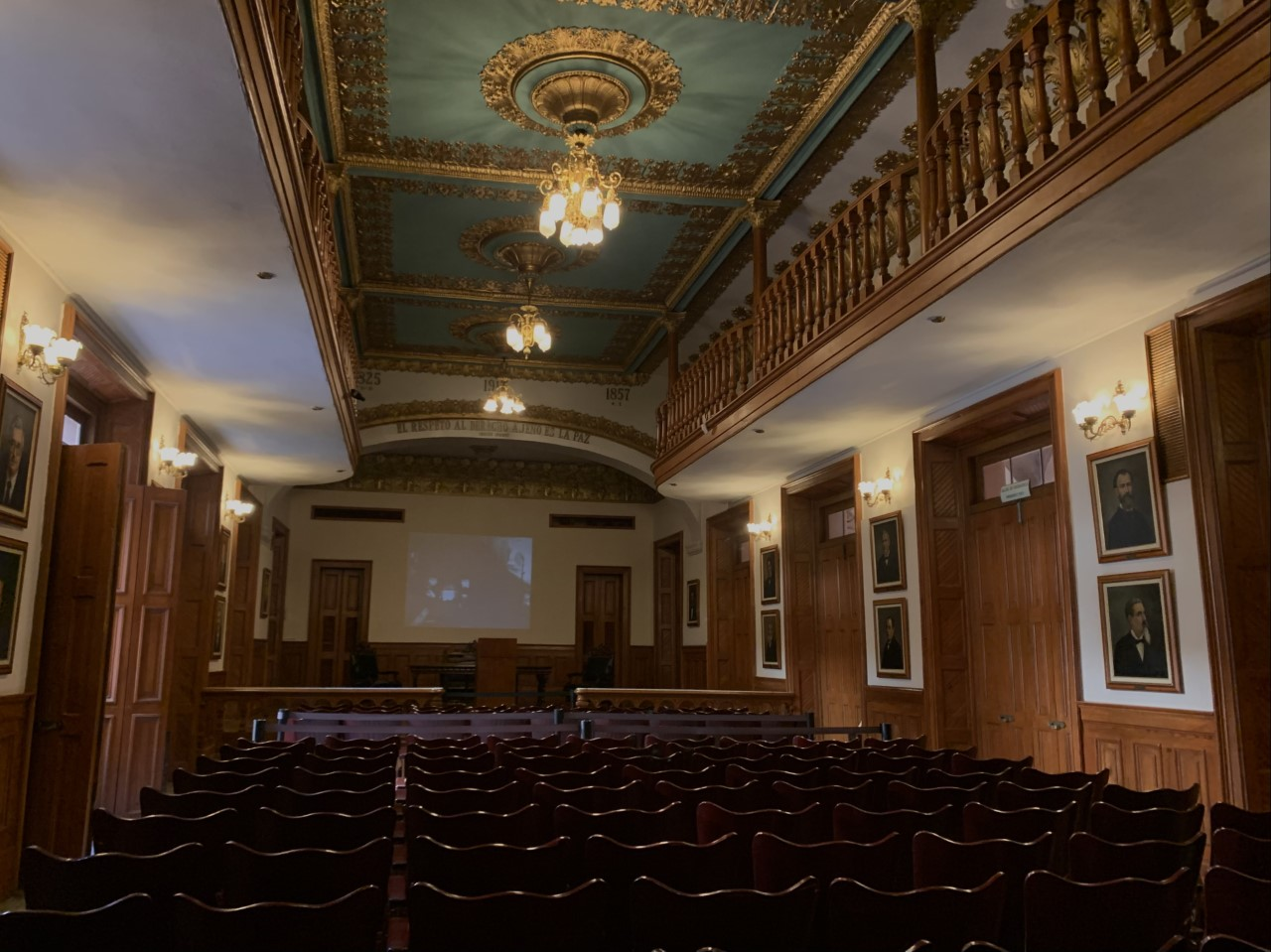
Sala 4 "Museo de sitio". Es un espacio dedicado a conocer el valor histórico y arquitectónico del Palacio de Gobierno, la pieza principal.

Entre las obras que forman parte de esta colección destacan: un conjunto de esculturas que representan a los primeros pobladores del territorio; un linotipo, pieza original del siglo XIX; modelos de madera de gran dimensión de la antigua Compañía Fundidora de Fierro y Acero de Monterrey y sillones auténticos que formaban parte del mobiliario del Palacio de Gobierno.
A su paso a través de las cuatro salas, el público podrá encontrar además de la colección:
- 80 estelas gráficas
- 10 cédulas animadas
- 18 interactivos por computadora
- 2 manuales
- 2 instalaciones artísticas
- Un teatro virtual
- 12 materiales audiovisuales
- Juegos de luz y sonido  - Sección: Museo del palacio
  - Auditorio localizado en el museo del Palacio de Gobierno.

## El edificio y su arquitectura

### Antecedentes del palacio
En la esquina las Calles del Comercio y del Teatro (ahora Morelos y Escobedo) se encontraba ambas una casona y un recinto del estado, estos dos eran: la Casona del Padre Mier (ahora un establecimiento de Starbucks, a fecha de 2023), y el recinto del antiguo Palacio de Gobierno de Nuevo León (ahora una farmacia de la cadena Benavides a fecha de 2023). El antiguo palacio fue convertido como la casa de gobierno del estado desde 1817 hasta finales de 1900 (véase "Placa conmemorativa de las funciones del antiguo palacio"). 

El edificio fue el despacho de la Presidencia de la República, Benito Juárez, durante la intervención francesa e invasión norteamericana en al Batalla de Monterrey. Por lo cual los daños que recibió dio pasó al plan de un nuevo palacio.

Esquinas entre la calle Morelos y Escobedo.
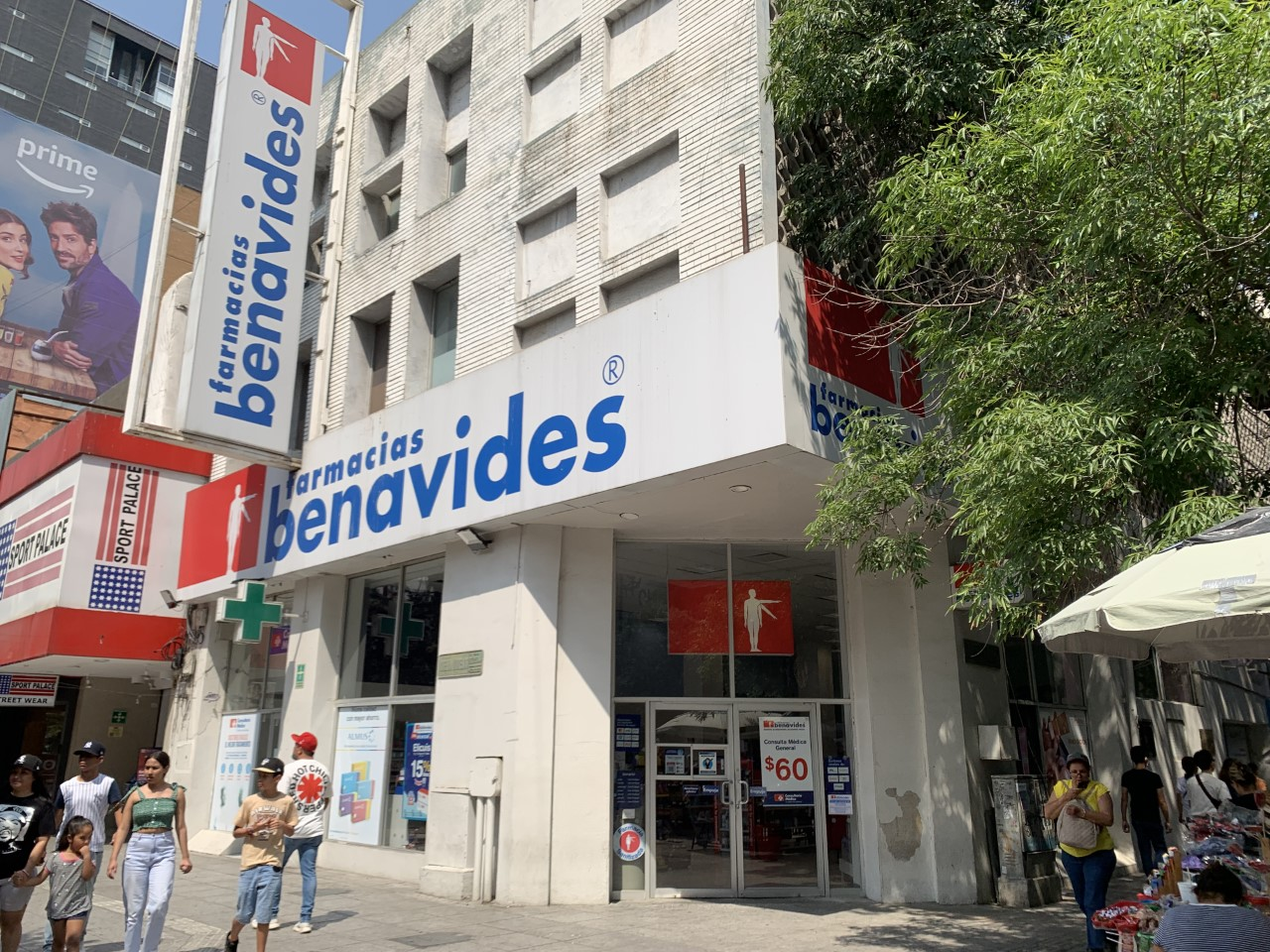
Espacio en 2023 donde se encontraba el antiguo Palacio de gobierno.
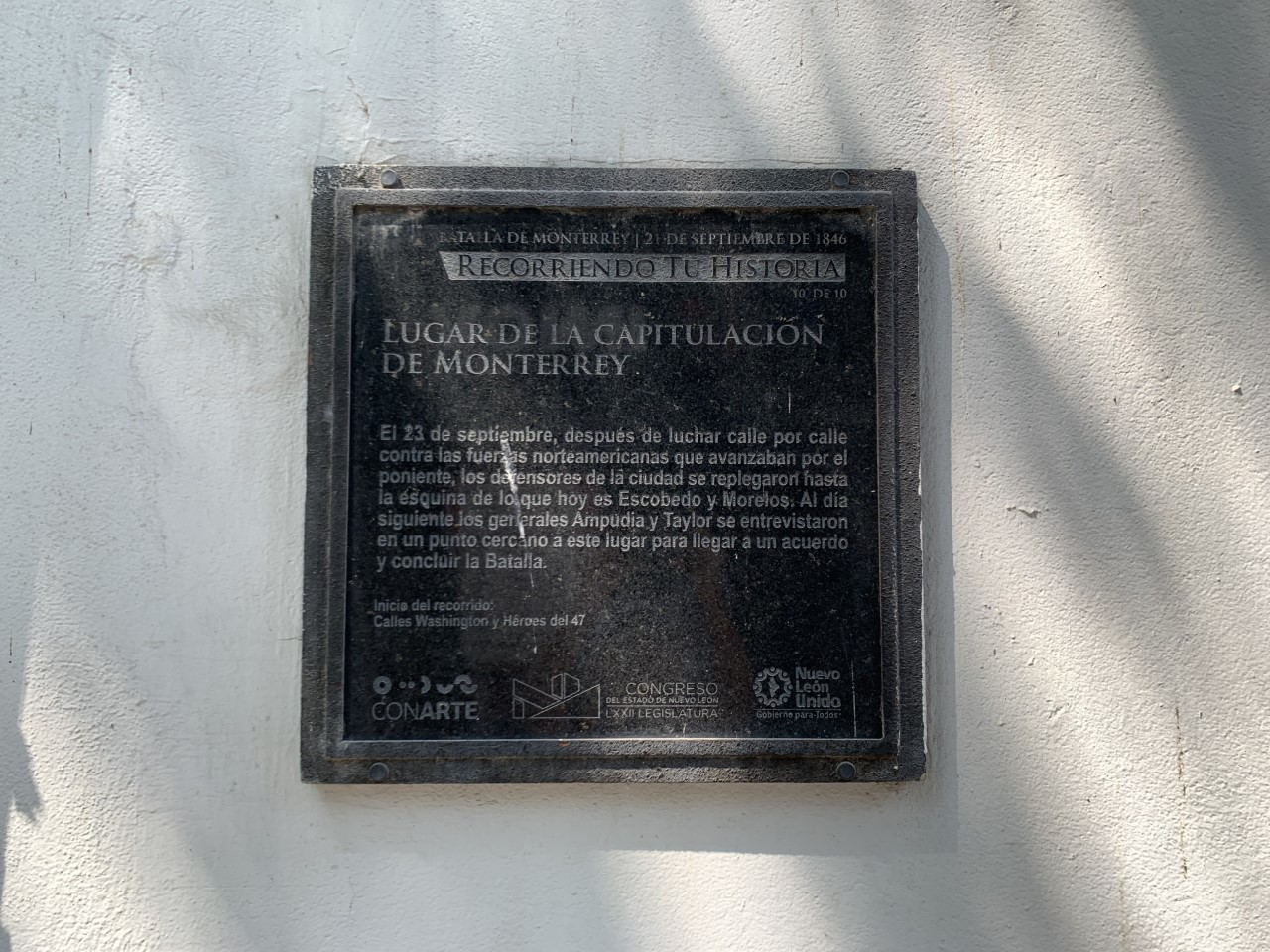
Placa recordando la Batalla de Monterrey. Encontrado al costado del edificio del antiguo palacio.
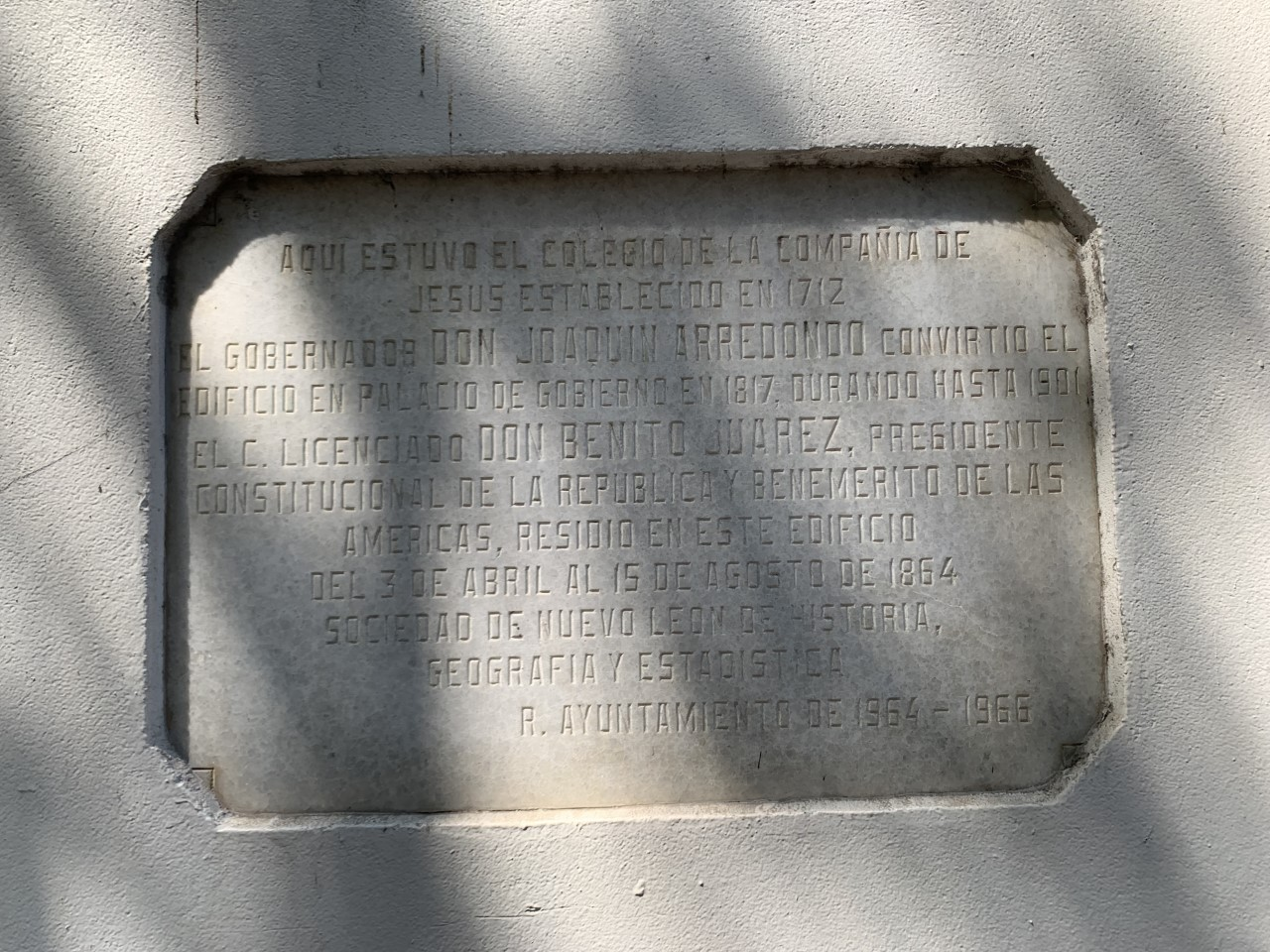
Placa conmemorativa de las funciones del antiguo palacio.
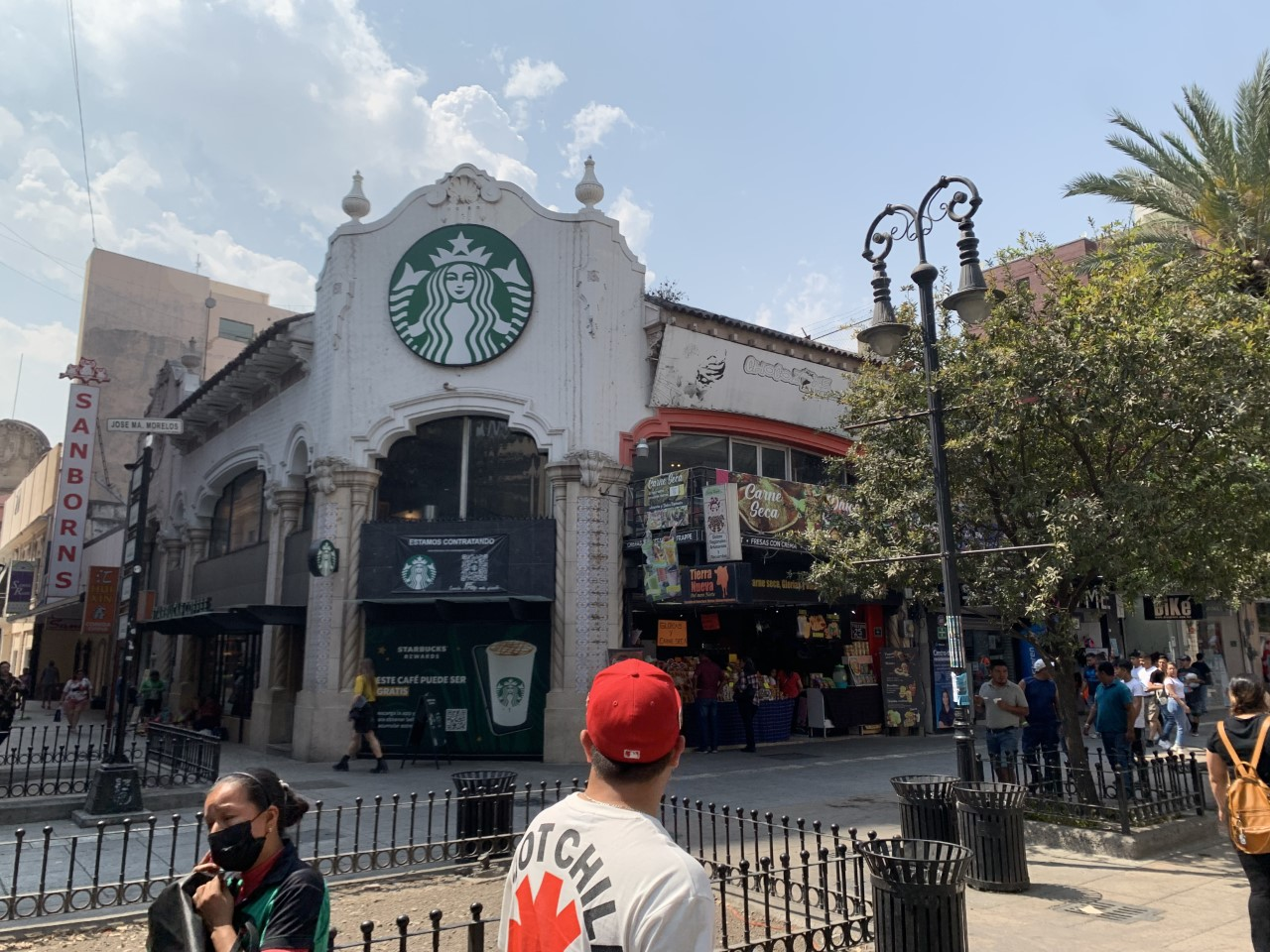
Antigua casona de Padre Mier en 2023. Frente al edificio del antiguo palacio.

En épocas del General Porfirio Díaz, era normal enviar jefes de operaciones militares a los estados, y en Nuevo León se envió a Bernardo Reyes en 1885 por el mes de agosto. Se le proclamó como gobernador el 10 de diciembre del mismo año.
Al arribo del jefe de armas, Reyes, ya tenía en planes la construcción del nuevo palacio en ese mismo año al considerar los acontecimientos históricos que dejaron en condiciones vulnerables al antiguo palacio.
Para construir el Palacio de Gobierno, el mandatario eligió un lote que correspondía a la plaza principal del trazo fundacional de la Ciudad Metropolitana de Nuestra Señora de Monterrey. La superficie construida del Palacio de Gobierno conforma un rectángulo de 51 por 88 metros.

### Planificación y recursos necesarios
Tras la conclusión de proyectos como: el Colegio Civil, construcción del pabellón para el Hospital Gonzáles,Teatro Juárez, Mercado Colón (entre otros),  una escasez de recursos financieros fue limitante para conllevar el proyecto del nuevo palacio. Una de las maneras en las que se consiguieron fondos para echar en marcha el proyecto fe con la venta del antiguo palacio en 1897.
Su venta fue efectuada por la suma de $70,000.00 pesos mexicanos entre el Gobierno de Nuevo León y los Sres. Eduardo Bremer y Cia (de nacionalidad alemana). Las escrituras se entregaron para la fecha de corte del 31 de diciembre de 1900.
Otros recursos que se tomaron en cuenta fueron: fondos del propio estado, asignaciones y donativos (mayormente ingresos de juegos de azar e infracciones). Otros tipos de donativos eran los municipales causados por infracciones a los reglamentos municipales.
Se estimó un gasto total de $100,000.00 pesos iniciales.
Debido a problemas económicos se concluyó después de trece años, mientras este se esperaba que su construcción fuera de cinco años máximo.

### Construcción
El proyecto fue realizado por el ingeniero Francisco Beltrán, iniciándose la construcción el 8 de agosto de 1895 bajo la dirección de Martín Peña.
Aunque la construcción se dio por iniciada el 4 de abril de 1895 con la excavación de los cimientos, Bernardo Reyes, manifestó en documentaciones dirigidas al Congreso del estado en fechas del 14 y el 18 de octubre de 1897 haberse iniciado a mediados de julio de 1895; mientras que en su informe de gobierno publicado el 16 de septiembre del mismo año, solamente mencionó que ya estaba bajo construcción. La documentación se trataba de la solicitud de la venta del antiguo palacio, mientas la razón del mes de julio fue de la espera de la aprobación de la Junta de Mejoras Materiales de Monterrey para echar en marcha el proyecto. Así también proclamando que la obra no tuvo pausa alguna desde su inicio hasta fechas de la solicitud de venta; al igual afirmando de tener los recursos necesarios.
La construcción se encuentra revestida de cantera rosa (un tipo de roca volcánica) que fue traída desde San Luis Potosí. Al material traído desde San Luis, no se  consideró la posibilidad que nadie supiera trabajarla. Por lo cual obreros especializados en labrado, fueron reclutados del lugar de origen de la cantera; junto con otras industrias a los alrededores del centro de Monterrey. Dando pasó al crecimiento y la existencia del Barrio San Luisito (ahora Colonia Independencia).
Al interior de pueden encontrar barandales hechas por la Compañía Fundidora de Fierro y de Aceros de Monterrey. De 500 a 600 metros lineales.
La fachada principal está rematada por la estatua de la Victoria. Sobre cada uno de los peristilos se encuentran grupos de esculturas metálicas de un león y un niño que lo aprisiona con guirnaldas de rosas. El frontispicio del edificio tiene al centro un pórtico, formado por ocho columnas apoyadas sobre bases áticas, sobre el remate interior de la puerta principal está el escudo de Nuevo León.
El vestíbulo cuenta con dos escalinatas y está adornado con dos vitrales que muestran a don Miguel Hidalgo y Costilla y don Benito Juárez de cuerpo entero; otros cuatro en forma de medallón muestran a Fray Servando Teresa de Mier y Noriega, Mariano Escobedo, y a los Generales Juan Zuazua e Ignacio Zaragoza.
Hay cinco entradas al frente del edificio, otros dos accesos por los costados y dos más en la parte posterior.
En el interior del edificio, considerado como monumento nacional por el Instituto Nacional de Antropología e Historia (INAH), destaca el vestíbulo, en cuyos extremos se despliegan las escaleras de granito, las cuales, fueron construidas en el año de 1926.
En la planta baja, se localiza el patio central, además de los cuatro laterales. El patio central está flanqueado por columnas cuadrangulares que rematan en arcos elípticos; en la parte alta, las columnas con circulares y estriadas, también con remates en arcos elípticos.
En la planta alta, puede encontrarse el espacio del Gobernador del Estado, así como otras áreas de impecable belleza neoclásica, como son el Salón polivalente, el Salón de Recepciones "Benito Juárez", la Secretaría General de Gobierno, así como el Salón "Fray Servando Teresa de Mier".
El edificio tuvo un costo de $859,453.40 pesos, según dio a conocer el propio general Bernardo Reyes en su informe del 16 de septiembre de 1908, leído en lo que fue hasta hace algunos años el recinto oficial del H. Congreso del Estado, en la parte norponiente del propio Palacio de Gobierno.

### Apertura y modificaciones posteriores
Se especula que no tuvo alguna ceremonia de apertura inicial, ya que el antiguo Palacio de gobierno fue otorgada al final de 1900, y el actual Palacio de Gobierno inició operaciones desde el primer día del año 1901.
Su construcción finalizó oficial fue el 16 de septiembre de 1908; misma fecha en la que se conllevó el informe de gobierno.
En el vestíbulo del Palacio se encuentra un óleo del escudo de Nuevo León, hecha por Ignacio Martínez Rendón por parte de la Sociedad Nuevoleonesa de Historia, Geografía, y Estadística. Se inauguró el 16 de septiembre de 1946.
Debido a problemas circunstanciales se ha tenido que cambiar varios aspectos del edificio. Desde ampliaciones, deterioros, adaptaciones por razones de deformaciones. Su última restauración fue efectuada en 1985 hasta 1991, dispuesta por el Dr.Jorge A. Treviño Martines al INAH.